# Teratogen
Teratogen je exogenní faktor (např. chemická látka, záření apod.), který může způsobit narušení vývoje orgánu nebo poruchu jeho funkce během embryonálního či fetálního vývoje. Některé teratogeny působí převážně na jeden orgánový systém (jedná se např. o neurotropismus či kardiotropismus), jiné postihují celý organismus. Tyto vývojové vady postihují stavbu jednotlivých orgánů, jejich funkci a/nebo růst. Zkoumáním vývojových poruch se pak zabývá teratologie.

## Faktory ovlivňující efekt teratogenů
1. Faktor času
Efekt teratogenu na vývoj organismu závisí stádiu vývoje plodu při vystavení teratogenu:
a) teratogeny způsobují poškození organismu jen v určitých dnech nebo týdnech časného těhotenství
b) teratogeny škodlivé pro organismus v průběhu celého těhotenství (teratogeny ovlivňující chování dítěte nebo nervový systém).
2. Kritická perioda
Období v prenatálním vývoji, kdy je konkrétní orgán nebo část těla citlivá vůči působení teratogenu.
3. Expozice
Efekt teratogenu na vyvíjející se organismus závisí také na dávce nebo frekvencích expozice teratogenu.
4. Prahové hodnoty
Pro konkrétní teratogeny existují nízké dávky, při kterých jsou jejich účinky relativně neškodné. Ale pokud dosáhne expozice určité prahové hodnoty, může se stát škodlivým pro organismus.
5. Interakční efekt
Interakční efekt popisuje interakci 2 nebo více teratogenů, při níž se riziko pro postižení plodu zvyšuje ještě více.
6. Genetická variabilita
Dalším faktorem, který ovlivňuje, zda plod je náchylnější nebo ne k působení teratogenů, je soubor konkrétních genů vyvíjejícího se organismu.

## Obecné mechanismy účinků teratogenů
Mnoho teratogenů má schopnost inhibovat buněčné dělení a tím bránit dalšímu embryonálnímu vývoji.  Většinou však embryo přežívá. Podávání teratogenu v průběhu organogeneze (17.–60. den) vede k těžkým malformacím. Typ malformace způsobené teratogenem závisí na době expozice při vývoji embrya. Malformace se nejčastěji týkají očí,  mozku, kostry a končetin, srdce, hlavních cév a urogenitálního systému.
Nejčastější mechanismy účinků teratogenů:
HyperacetylaceHyperacetylace nastává kvůli inhibici enzymu histon-deacetylázy (HDAC). Acetylační stav histonu ovlivňuje modulaci chromatinové struktury a expresi genů, které interferují s embryonálním vývojem. HDAC inhibitory jsou používána jako antiepileptika (kyselina valproová) a protinádorová léčiva.
Nerovnováha cholesteroluPro správný vývoj plodu je zapotřebí vysoké množství cholesterolu. Tato biomolekula je v raném těhotenství dodávána z těla matky. Avšak během pozdního těhotenství závisí biosyntéza cholesterolu již na vlastní produkci plodu. Léky používané k léčbě hypercholesterolemie, jako jsou statiny, působí blokováním HMG-CoA reduktázy, enzymu, který se podílí na biosyntéze cholesterolu. HMG-CoA reduktáza se přeměňuje na mevalonát a přeruší syntézu cholesterolu a může způsobit nežádoucí účinky na vyvíjející se plod.
Změna metabolismu folátu a antagonismus folátuFolát se podílí na syntéze purinů a pyrimidinu a na methylaci DNA. Zvýšený růst buněk a proliferace tkání během embryogeneze vyžaduje zvýšení syntézy DNA, pro kterou je přítomnost folátu nezbytná. Některé léky mohou soutěžit s dihydrofolát-reduktázou a blokovat konverzi folátu na tetrahydrofolát. Mezi tyto léky patří methotrexát, sulfasalazin, triamteren a trimethoprim. Jiné léky, jako jsou antiepileptika, mohou interferovat s absorpcí folátu nebo ovlivňovat degradaci folátu (včetně kyseliny valproové, karbamazepinu a fenytoinu). Nejčastějšími vrozenými vadami zahrnujícími tyto léky jsou defekty neurální trubice, orofaciální štěrbiny a defekty končetin.
Nerovnováha kyseliny retinovéNerovnováha mezi syntézou a degradací kyseliny retinové může vést k přebytku nebo nedostatku této kyseliny, což má za následek škodlivé účinky na buňky a embrya. Kyselina retinová funguje také jako signální molekula v buňkách neurálního hřebenu, z něhož pochází řada buněčných typů a struktur, jako například chrupavka, Schwannovy buňky, svalové buňky apod.
Endokrinní disruptoryEndokrinní disruptory mohou interferovat s uvolňováním hormonů a při reakcích zprostředkovaných hormonálními receptory. Dietylstilbestrol, perorální antikoncepce, léky na léčbu plodnosti, polychlorované bifenyly a dioxiny a další látky narušující endokrinní funkci. Tyto teratogenní látky prostupují placentou a mohou vést k embryonálním či plodovým malformacím.
Cévní poruchyZměny ve vývoji žil, tepen a kapilár narušují perfúzi krve ve tkáních plodu. Tyto poruchy krve matky a plodu mohou zahrnovat hyperperfuzii, hypoperfuzi, hypoxii a obstrukci a jsou způsobeny anatomickými problémy, chronickými onemocněními matek nebo expozicí teratogenům během těhotenství, jako je misoprostol, fenytoin, kokain, ergotamin a některé vazodilatační a vazokonstrikční léky.
Oxidační stresOxidační poškození buněčných makromolekul, jako jsou lipidy, proteiny, DNA a RNA, je způsobeno reaktivními druhy kyslíku (ROS), které poskytují oxidačně-redukční reakce. Proteratogeny, což jsou endogenní látky způsobující oxidační stres, mohou být bioaktivovány embryonálními enzymy cytochromu P450. Jejich teratogenní účinek bude záviset na intracelulární rovnováze mezi bioaktivací proteratogenu, poškozením molekulárních cílů, eliminaci mateřských proteratogenů a opravou poškozených buněk.

## Druhy teratogenů

### 1) Biologické teratogeny
Patří různé infekce matky, které zejména v časných stádiích těhotenství mohou vážně narušit vývoj plodu. Patří sem toxoplazmóza (Toxoplasma gondii), zarděnky (Rubivirus), syfilis (Treponema pallidum), AIDS (HIV) a infekce způsobené cytomegaloviry (CMV), virem varicella-zoster nebo různými herpes viry (EB virus).
- Toxoplazmóza (Toxoplasma gondii)

Riziko vrozené toxoplazmózy je poněkud nižší, pokud dojde k infekci během prvního trimestru (10 % až 25 %). Závažnost vrozené infekce je však podstatně vyšší, pokud dojde během prvního trimestru k infekci. Ženy, které jsou infikovány toxoplasmou před těhotenstvím, ji obvykle nepředávají svým plodům, nicméně při primoinfekci patogen může být přenášen na plod přes placentu.
Klinické projevy:
Klinické projevy toxoplazmózy u plodů a novorozenců se liší. Typická triáda hydrocefalu, chorioretinitidy (zánět cévnatky a sítnice oka) a intracraniálních kalcifikací se ne vždy vyskytuje. Hepatosplenomegalie, trombocytopenie, mikrocefalie, křeče, horečka a novorozenci malého gestačního věku naznačují toxoplasmózu. Nicméně většina novorozenců je na počátku rutinního pediatrického vyšetření asymptomatická. Hluchota, mentální retardace a učení se často objevují až později.
- Zarděnky (Rubivirus – RV)

Infekce rubiviru na počátku těhotenství může vést k syndromu vrozené rubeoly (CRS) u kojenců. Závažnost této infekce záleží na fázi těhotenství. Čím dřív dojde k infekci, tím závažnější je důsledek poškození plodu. Riziko infekce plodu a závažnost vrozených abnormalit po prvním trimestru klesají. Cesta, při které infekce RV vede k teratogenezi, nebyla objasněna, ale cytopatologie u infikovaných tkání plodů naznačuje nekrózu nebo apoptózu, stejně jako inhibici buněčného dělení prekurzorových buněk, které se účastní organogeneze.
Klinické projevy:
Klinické projevy CRS jsou četné a rozmanité, přičemž nejčastější je hluchota, ale nemusí být zprvu detekována. Mezi další klinické příznaky patří srdeční onemocnění, mentální retardace a oční vady, jako je katarakta a glaukom. Diabetes mellitus I. typu se obvykle vyskytuje jako pozdní následek CRS.
- Syfilis (Treponema pallidum)

Treponema pallidum (syphilis) je spirochetová bakterie, která v případě neléčených způsobí předčasný porod či porod mrtvého plody, nízkou porodní hmotnost a vrozené onemocnění u více než poloviny žen s aktivním onemocněním. Fetální projevy zahrnující více orgánů mohou být rozděleny do časné vrozené syfilitidy (první dva roky života) a pozdní vrozené syfilitidy.
Klinické projevy:
Včasná vrozená syfilis: hepatomegalie, žloutenka, hemolytická anémie, trombocytopenie, makulopapulární vyrážka.
Pozdní vrozená syfilis: deformita "sedlového nosu", "Hutchinsonovy zuby", osmá nervová hluchota, mentální retardace, hydrocefalus, záchvaty.
- HIV

Bez terapie se během těhotenství infikuje přibližně 15 až 30% dětí a dalších 5–20% infikovaných prostřednictvím kojení. Studie rovněž dokumentují vztah mezi séropozitivitou HIV a zvýšeným rizikem spontánního potratu, porodu mrtvého plodu, špatného intrauterinního růstu, nízké porodní hmotnosti a předčasného porodu a zpoždění neurálního vývoje. Souvislost mezi předčasným porodem a nízkou porodní hmotností byla dále spojena s použitím vysoce aktivní antiretrovirové terapie (HAART), virální zatížení mateřství a stav výživy matek u HIV séropozitivních žen. HIV je také spojen s nárůstem chorioamnionitis (zánět plodových obalů choria, amnia, postižena je i plodová voda) a deciduitis (zánět deciduy – sliznice dělohy na konci sekreční fáze menstruačního cyklu a po celou dobu těhotenství), což může částečně vysvětlit zvýšené riziko předčasného porodu.
- Cytomegalovirus (HMCV – human cytomegalovirus)

Teratogenní mechanismus HCMV je interakce virových produktů s hostitelským retinoblastomovým (Rb) genem, který reguluje růst plodových buněk. V případě viru zarděnek vazba předpokládané replikázy (kritická pro replikaci viru) na Rb protein in vivo usnadňuje replikaci viru rubeoly, a tak mění normální funkci Rb v buněčném růstu vedoucím k teratogenezi. HCMV produkuje tzv. “immediate-early gene product”, který interaguje s Rb-proteinem, což částečně vysvětluje teratogenitu HCMV.
HCMV je možná nejčastější příčinou vrozených infekcí a je hlavní příčinou senzorneurální ztráty sluchu, poškození mozku a mozkové obrny ve Spojených státech. Většina vrozených infekcí je asymptomatická, a proto je obtížné kvantifikovat prevalenci onemocnění. Děti jsou běžnými vektory pro HCMV a těhotné ženy, které jsou vystaveny dětem v denních centrech nebo předškolních zařízeních, jsou vystaveny vyššímu riziku infekce. Navzdory prekoncepční imunity na HCMV může infekce během těhotenství s novými kmeny vést k infekci plodu a vrozenému onemocnění HCMV. Stejně jako rubeola je riziko vrozeného HCMV onemocnění největší při infekci během organogeneze v prvním a raném druhém trimestru.
- Varicella zoster

Varicella zoster způsobuje vrozený varicelový syndrom a to nejčastěji, pokud je matka infikována během 8.–20. týdne těhotenství, vzácně v 3. trimestru.
Široké poškození plodu, které je typické pro vrozený syndrom varicel, může být jak  hematogenní, tak se může objevit i neurotropismus (tendence a schopnost přednostně se vázat na nervový systém). Mechanismus poškození plodu u vrozeného syndromu varicel byl odvozen na základě životního cyklu viru a dermatomálního výsevu kožních lézí a segmentálních defektů v muskuloskeletálním systému a autonomním nervovém systému. Po primární infekci varicelly se virus stává spící v senzorickém kořenovém gangliu, pokud nedojde k reaktivaci. Po reaktivaci virus migruje senzorickými nervy na kůži a způsobuje bolestivou vyrážku nazývanou herpes zoster (pásový opar). V případě vrozeného varicelového syndromu se předpokládá, že virové "reaktivace" míchy a ganglií nastává po velmi krátké primární fázi infekce. Vrozený varicelový syndrom je tedy považován za podobný viru herpes zoster in utero. Virový zánět v senzorických kořenových gangliích je považován za zodpovědný za segmentální defekty nebo anomálie kůže, periferní nervové soustavy, autonomní nervové soustavy a muskuloskeletální soustavy, které jsou všechny inervovány ze stejné úrovně míchy.

### 2) Fyzikální teratogeny
- Ionizující záření

Proces působení ionizujícího záření na živou tkáň se odehrává ve 4 fázích, které se liší svou rychlostí a typů probíhajících procesů:
1. Fyzikální stadium – při interakci kvanta ionizujícího záření s hmotou je energie záření předávána elektronům v atomech za vzniku ionizace a excitace. Tento primární proces je velmi rychlý (prakticky okamžitý, rychlost kvant je rovna nebo blízká rychlosti světla), trvá jen cca 10−16 až 10−14 sekundy.
2. Fyzikálně – chemické stádium – dochází k interakci iontů s molekulami, což vede k disociaci molekul a vzniku volných radikálů (např. z vody vznikají vodíkové kationty H+ a hydroxylové anionty OH- a nestabilní produkty schopné oxidace H2O2). Je to proces velice rychlý, který trvá asi 10−14–10−10sec.
3. Chemické stadium – takto vzniklé radikály, ionty a další produkty reagují s biologicky důležitými organickými molekulami („atakují“ molekuly DNA, RNA, enzymů, proteinů) a při tom mění jejich složení a funkci. V molekule DNA může dojít ke zlomu buď jednoho vlákna, nebo k úplnému zlomu dvouvlákna DNA.
4. Biologické stádium

Výše uvedené změny v biologicky důležitých látkách mohou způsobit funkční a morfologické změny v buňkách, orgánech i v organismu jako celku.
Vyšší dávky ionizujícího záření způsobují změny v propustnosti membrán, vznikají poruchy dělení buňky, poruchy ve struktuře chromozomů a může dojít i ke smrti buňky. Platí, že vliv ionizujícího záření na buňku je tím větší, čím méně je buňka diferencovaná a čím má buňka větší schopnost se rozmnožovat. Právě proto jsou organismy vůči záření nejcitlivější na počátku svého vývoje.
př.: RTG záření také patří mezi ionizující záření. Během těhotenství mohou být tyto postupy indikovány při významných zdravotních potížích a traumatech nebo před zjištěním těhotenství. Obavy týkající se použití rentgenových postupů během těhotenství vyplývají z rizik spojených s expozicí plodu ionizujícímu záření. Míra těchto rizik závisí na době gestace v době gestace a dávce radiace. Pokud během rané embryogeneze nastane extrémně vysoká dávka (vyšší než 1 Gy), může to být pro embryo smrtelné. Tyto dávky se však u těchto diagnostických postupů nepoužívají.
Klinické projevy způsobené ionizujícím zářením:
U lidí patří k nejčastějším nežádoucím účinkům radiační expozice vysokými dávkami (9) omezení růstu, mikrocefalie. Účinky ionizujícího záření na embryo a plod dále mohou zahrnovat: ztrátu těhotenství, malformace, neurobehaviorální abnormalit a onkologické onemocnění.
Pokud jde o intelektuální postižení, riziko záchvatů centrálního nervového systému je největší při expozici v době 8.–15. týdnu těhotenství. Bylo navrženo, že minimální prahová hodnota tohoto nežádoucího účinku může být v rozmezí 60–310 mGy. Nejnižší klinicky zdokumentovaná dávka způsobující závažné intelektuální postižení je však 610 mGy. Dokonce i vícenásobné diagnostické rentgenové postupy zřídka způsobují vystavení ionizujícímu záření takovéto dávky. Riziko anomálií, omezení růstu nebo potrat nebyli hlášeny při expozici záření nižším než 50 mGy, což je úroveň nad rozsah expozice při diagnostických postupech. Ve vzácných případech, kdy dochází k expozici nad touto hladinou, by pacienti měli být informováni o souvisejících rizicích a individuálním prenatálním diagnostickém zobrazování pro strukturální anomálie a omezení růstu plodu.
- Hypertermie

Hypertermie je stav, kdy dochází k nefyziologickému zvýšení tělesné teploty nad 37 °C. K nejčastějším příčinám patří infekční onemocnění (nachlazení, chřipka, zarděnky atd). Hypertermie je prokázaným teratogenem a proto by se v těhotenství neměla podceňovat. Při vyšší teplotě a jejím dlouhodobém působení dochází k výraznému zvýšení rizika potratu a vzniku vývojových vad.
Teratogenní působení hypertermie závisí na délce jejího působení, na výši teploty a na době těhotenství. Při vysoké teplotě jsou poškozovány buněčné membrány a může způsobit i smrt embryonálních buněk. Jeden z mechanizmů, který způsobuje poškození buněk při působení vysoké teploty souvisí s heat shock proteins odpovědí. Obranné mechanizmy, kterými se obecně chrání buňka při vystavení vysoké teplotě nebo jiným toxickým agens, se nazývají heat shock proteins. V embryonálním období mohou být již tyto heat shock proteins indukovány, ale selhávají při ochraně buněk v určitých stadiích vývoje. Při působení vyšší teploty začne buňka přednostně syntetizovat heat shock proteins, které mají za úkol chránit buňku před dalším poškozením. Jestliže se ale poškodí některé buňky, nemohou být tyto heat shock proteins použity k opravě jiných, například teplem denaturovaných proteinů. Spolu s aktivací heat shock proteins je zastavena syntéza jiných proteinů. Dojde tedy k přerušení normálního vývoje a růstu buněk, což může mít v určitém období fatální důsledky.
Klinické projevy:
Dojde-li k hypertermii během doby, kdy probíhá uzavírání neurální trubice, zvyšuje se riziko neurálních defektů. Mezi vývojové vady způsobené hypertermií patří např. encefalokéla (vrozená vada charakterizovaná výhřezem tkání centrálního nervového systému, která je doprovázená defektem kostí lebky a kožního krytu) ,mikroftalmie (výrazné zmenšení celého oka), mikrocefalie nebo rozštěp rtu a patra. Zvyšuje se také riziko výskytu srdečních a renálních vad. Je důležité, aby se teplota udržovala pod 38 °C, většinou bývá nutné podávat antipyretika.
- Mechanické faktory

- Snížení množství amniové tekutiny pod určitou mez způsobí mechanickou deformaci končetiny.
- Amniové pruhy vzniklé prasknutím amnia mohou zapříčinit intrauterinní amputaci i jiné vady.

### 3) Chemické teratogeny
- Polychlorované bifenyly (PCB), polychlorované dibenzo-p-dioxiny (PCDD) a dibenzofurany (PCDF)

Toxicita polychlorovaných bifenylů se odráží hlavně ve stupních chlorace, čímž se mění jejich vlastnosti. V organismu jsou metabolizovány na hydroxy- a sulfo- deriváty. V lidském těle působí jako endokrinní disruptory, což jsou látky exogenního původu, které mohou způsobit interakci s endokrinním systémem (syntéza, sekrece, transport, eliminace daného hormonu).
Mohou pronikat pokožkou a kumulovat se v tukové tkáni, odkud jsou velmi pomalu metabolizovány. Akutní jedovatost těchto látek není velká, naopak velmi nebezpečné jsou hlavně subakutní a chronické expozice.
Polychlorované bifenyly a jejich příbuzné sloučeniny dle Patandina mají za následek zpomalení růstu, z čehož plyne nízká porodní hmotnost a následný zpomalený růst kojence do 3. měsíce věku.
Předpokládá se, že v řadě perzistentních organochlorových sloučenin, tedy PCB, PCDD (polychlorované dibenzo-p-dioxiny) a PCDF (dibenzofurany) je stejný mechanismus účinku. Pro zjednodušení porovnávání toxicity jednotlivých kongenerů byla zavedena hodnota toxického ekvivalentního faktoru (TEF). Hodnota toxicity 1 byla přiřazena podle  2,3,7,8-tetrachlorodibenzodioxinu (TCDD), který je jedním z nejtoxičtějších a nejdéle zkoumaných sloučenin v téhle řadě. Ostatním se hodnota TEF přiřazuje relativně, vzhledem k TCDD. Na molekulární úrovní se TCDD po difuzi do buňky váže na aryl-hydroxylázový receptor (Ah receptor), který je uchováván v inaktivním stavu. Receptorový komplex TCDD-Ah je přemístěn do jádra, kde indukuje expresi proteinových enzymů cytochromu P450 (CYP 1A1, CYP 1A2, CYP 1B1), TGF-α (transforming growth factor) což je ligand EGF (epidermal growth factor). EGF je membránový receptor, který reguluje buněčnou proliferaci. Tímto mechanismem se předpokládá vznik nádorového bujení účinkem TCDD. TCDD indukuje UDP-glukuronosyl transferázu (UGT1), čímž se zrychluje metabolická eliminace thyroidálních hormonů, dále indukuje metabolickou eliminaci estrogenů. Tyto sloučeniny se snadno absorbují z tenkého střeva. Při perorálním podání TCDD laboratorním zvířatům je absorpce 50–90%. Tyto výsledky jsou porovnatelné s známým, téměř kompletním vstřebáváním PCB, PCDD a PCDF u kojenců z mateřského mléka matek. Po absorpci přecházejí ve formě chylomikronů do plazmy a hromadí se hlavně v játrech a v tukových tkáních. Částečně se zůstávají vázány na sérové proteiny.
Transplacentální přenos PCB a dioxinů znamená, že plod je vystaven těmto toxickým a teratogenním sloučeninám během kritického období růstu a vývoje orgánů. Hladiny jednotlivých kongenerů PCB v plazmě pupečníkové šňůry vysoce korelují s hladinami kongenerů PCB v plazmě matky. PCB přijaté matkou se hromadí hlavně ve tkáních plodu, které obsahují vysoké hladiny triacylglycerolů.
- Těžké kovy

#### Rtuť
Trávicím traktem je absorbováno více než 90% sloučenin rtuti, které jsou přenášeny vázané na erytrocyty hlavně do centrálního nervového systému a ledvin. Z těla se stolicí a močí vyloučí okolo 10 %.
U organických sloučenin rtuti je možný transplacentární přenos. Ve tkáních plodu je pozorována až dvakrát větší koncentrace alkyl sloučenin rtuti než ve tkáních matky.
Na molekulární úrovní je toxicita rtuti podmíněna reakcí Hg2+ iontů s SH skupinami enzymových systémů.  Matkám, které byly vytaveny během těhotenství methylrtuti se narodily děti, u nichž se rozvinula psychomotorická retardace, což se vysvětluje vazbou na SH skupiny DNA a RNA.

#### Olovo
Trácící trakt u dospělých absorbuje asi 10% olova z potravy a u dětí 40%. V krvi se naváže na hemoglobin nebo membránu erytrocytů a transportuje se hlavně do měkkých tkání a poté do kostí, kde se vytváří depoty, z nichž se může zpětně uvolňovat mimo jiné při těhotenství nebo laktaci.
Klinické projevy:
V CNS se olovo ve zvýšených koncentracích nachází v šedé hmotě. Přechází placentární bariérou a koncentrace v plodu jsou o málo nižší nebo srovnatelné koncentracím v tkáních matky. Vylučuje se renálně. Akutní intoxikace jsou vzácné. Při chronické intoxikaci olovem je postiženo několik orgánových systémů. U dětí je nejcitlivějším orgánem CNS, u dospělých je postižen periferní nervový systém, ledviny, vzniká hypertenze a anémie, dále je postižen GIT a reprodukční orgány.
U dětí vystavených zvýšeným koncentracím olova je ohrožen jejich mentální vývoj. Neurotoxicita se vysvětluje interferencí olova s mechanismy synaptického uvolňování mediátorů. Olovo nahrazuje vápník a zinek v iontově závislých procesech, Aktivuje proteinkinázu C, nahrazuje vápník v kalmodulin-dependetních reakcích, inhibuje membránovou Na+/K+ -ATPázu a interferuje s uvolňováním kalcia z mitochondrií.

#### Arzen
Arsen může způsobit dermatologické změny na pokožce, ekzémy a alergii, zvyšuje výskyt srdcecévních chorob, zvyšuje výskyt potratů, je rakovinotvorný a mutagenní. Patří mezi nervové kumulativní jedy (značně se kumuluje např. ve vlasech).

## Fetální alkoholový syndrom
Fetální alkoholový syndrom, označuje mezinárodní klasifikace nemocí  jako Q86.0 Alkoholový syndrom plodu (dysmorfní).
Spolu  s FAE (fetal alcohol effect), ARBD (alcohol-related birth defects) a ARND (alcohol-related neurodevelopmental disorders) patří do skupiny vrozených alkoholových poruch FASD (fetal alcohol spectrum disorders). Jedinci postihnuti ARND mohou mít problémy s intelektuálním vývojem – potíže s učením, pamětí, poruchy pozornosti. U ARBD bývají popisovány vady srdce, ledvin, kostí či poruchy sluchu.

### Diagnostika
Diagnostika probíhá jednak prenatálně pomocí ultrazvuku, kde lékař objeví růstové retardace a orgánové malformace. Dále postnatálně, kdy již v novorozenecké věku jsou patrny symptomy – nicméně spektrum příznaků je závislé na dávce alkoholu, době působení a individuální citlivostí tkání matky a plodu. Třetí možností je anamnéza matky – abuzus alkoholu v graviditě.

### Klinický obraz
Jako typický klinický obraz se objevují nižší porodní váha a růstové retardace (porucha růstu přetrvává i v dětství). Dále jsou pro tento syndrom typické kraniofaciální dysmorfie – mikrocefalie, zúžené oční štěrbiny, vyhlazené philtrum a ztenčený horní ret. Dále strukturální (mikrocefalie, hypoplasie mozečku), neurologické (špatná koordinace a kontrola svalů, problémy se sáním) a funkční poškození (mentální retardace, kognitivní poruchy, poruchy chování) CNS.

### Léčba
V současné době je léčba pouze symptomatická a měl by při ni být kladen individuální přistup ke každému jedinci. Důležitou součástí je speciální pedagogická péče. Z farmakoterapie bývají předepisovány stimulancia (hyperaktivia, problémy pozornosti), antidepresiva, neuroleptika a anxiolytika.

## Thalidomidová aféra
Léčivo thalidomid je syntetickým derivátem kyseliny glutamové. Skládá se ze dvou spojených kruhů – glutarimidu a ftalimidového kruhu. Obsahuje chirální uhlík, který dává vzniknout dvěma enantiomerům (S-enantiomer je teratogenní, R-enantiomer je sedativní), jež tvoří v tělních tekutinách racemickou směs. Jelikož je léčivo racemické (nastává konverze mezi enantiomery), je velmi obtížné vytvořit stabilní formu, která by teratogenní nebyla. Léčivo může být hydrolyzováno v tělních tekutinách či metabolizováno v játrech cytochromem P450.
Teratogenní účinek thalidomidu
V posledních padesáti letech bylo vysloveno více než 30 teorií o teratogenním účinku thalidomidu. Některé z nich zahrnují mutagenezi DNA, účinky na chondrogenesi, toxicitu neurálních hřebenů či inhibici molekul buněčné adheze. V současné době je nejvíce podporována teorie založená na antianiogenním (působí proti vzniku cév) účinku thalidomidu, mechanismem indukce buněčné smrti a schopností generovat reaktivní formy kyslíku (ROS)). Jako primární vazebné místo thalidomidu byl identifikován Cereblon. Cereblon je protein, který je důležitý v cerebrálním vývoji jedince, zvláště ve vývoji paměti a učení. Je součástí komplexu ubiquitin E3 ligázy, který reguluje DNA opravy replikace a transkripce.
Cereblon je thalidomidem inaktivován, což má za následek teratogenitu. Nicméně tato teorie byla v roce 2013 zpochybněna na základě působení pomalidomidu (analog thalidomidu), kdy na embryích modelových zvířat (kuře, dánio pruhované) nebyla teratogenita pomalidomidu prokázána, i když je silnějším inhibitorem cereblonu.

## FDA klasifikace léčiv dle teratogenního účinku
FDA dělila léčiva do šesti kategorií, které určovali riziko, s jakým léčivo může způsobit vznik malformace plodu.  Kategorizace byla označována písmeny abecedy, brala v úvahu bezpečnost léčiv během těhotenství, při porodu a při laktaci.
Kategorie A
- Nebylo prokázáno riziko léčiv pro plod v prvním trimestru a neexistuje žádný důkaz o riziku v dalších trimestrech. Studie byly provedeny u těhotných žen.

Kategorie B
- U zvířecích modelů nebylo prokázáno riziko pro plod. U těhotných žen nebyly provedeny adekvátní studie.
- U zvířecích modelů byly zjištěny nežádoucí účinky na plod. Studie u těhotných žen toto ovšem neprokázaly.

Kategorie C
- U zvířecích modelů byly zjištěny nežádoucí účinky na plod. U těhotných žen ovšem neexistují adekvátní studie.
- Nebyly provedeny studie u žen ani zvířecích modelů. Hypotetické riziko může převážit prospěch z podání léků těhotné ženě.

Kategorie D
- U lidského plodu existuje prokázané riziko. Za určitých okolností ovšem převažuje prospěch z léčiva podané těhotné ženě.

Kategorie X
- Byly prokázány fetální abnormality jak u těhotných žen, tak u zvířecích modelů. Riziko užití převažuje nad prospěchem z léčiva. Kontraindikace u žen, které jsou nebo mohou být těhotné.

Kategorie N
- FDA toto léčivo neklasifikovala.

Nicméně toto označování léčiv je zastaralé, proto od  30. června roku 2015 vydala FDA novou klasifikaci léčiv. Kategorie se změnily na kategorii :
- těhotenství
- laktace
- reprodukční potenciál žen a mužů

Sekce „těhotenství“ zahrnuje informace o registru léčiv a jejich působení v těhotenství. V sekci „laktace“ jsou uvedeny informace a užití léčiva při kojení např. jeho množství v mateřském mléce či efekt na kojené dítě. Ve třetí sekci „reprodukční potenciál mužů a žen“ jsou uvedeny informace týkající se testování těhotenství, doporučení týkající se antikoncepce či informace o neplodnosti.

### Teratogenní léčiva
- Kyselina acetylsalicylová – způsobuje rozštěp břišní stěny s výhřezem orgánů do dutiny břišní, krvácení, konstrikce ductus arteriosus
- Antikonvulsiva – způsobují  fetální hydantoinový syndrom – rozštěpové vady obličeje, mentální  a růstová retardace, končetinové vady, vrozené poškození srdce
- Vitamin A a retinoidy – postižení CNS a kraniofasciálníshc struktur (malformace ucha, malá dolní čelist), sluchu, srdce, končetin, defekt neurální trubice
- Anticholinergika – neonatální mekoniový ileus
- Cytostatika – vady srdce a kostí, rozštěp páteře, mnohočetné anomálie
- Antikoagulancia (warfarin) – fetální warfarinový syndrom (kostní deformity, mentální retardace, nasální deformity), syndrom respirační tísně, poruchy kalcifikace, intrakraniální krvácení
- Sedativa (diazepam) – vady srdce, stenoza pyloru, dýchací obtíže, rozštěp rtu a patra
- ACE inhibitory – Kontraindikace ve druhém a třetím trimestru. navozují vazodilataci (inhibice angiotensinu 11 a snížením bradykininu), způsobují fetální hypotenzi, selhání ledvin, oligohydroamnion (nedostatečné množství amniové tekutiny) až smrt.
- Tetracykliny – inhibují vazbu amnioacyl-tRNA do mRNA ribosomálního komplexu. Porucha vývoje zubní skloviny a kostní hmoty[31]

## Další prokázané lidské teratogeny
- metabolická nevyrovnanost: alkoholismus, diabetes, nedostatek kyseliny listové, fenylketonurie, revmatologická onemocnění
- léky a chemikálie: některá antiepileptika, herbicidy, kokain, hnojiva, herbicidy, insekticidy: např. Roundup od Monsanta
- infekce: listérie